# Ceratophyus
Ceratophyus es una género de coleóptero de la familia Geotrupidae.

## Especies
Las especies de este género son:
- Ceratophyus dauricus
- Ceratophyus gopherinus
- Ceratophyus hoffmannseggi
- Ceratophyus kabaki
- Ceratophyus martinezi
- Ceratophyus mesasiaticus
- Ceratophyus polyceros
- Ceratophyus rossii
- Ceratophyus sinicus
- Ceratophyus sulcicornis